# San Francisco 49ers 1984
La stagione 1984 dei San Francisco 49ers è stata la 35ª della franchigia nella National Football League, coronata dalla seconda vittoria del Super Bowl. Questa divenne la prima della storia a vincere 15 partite nella stagione regolare dopo l'allargamento di calendario a 16 partite del 1978. Il quarterback Joe Montana fu premiato come per la seconda volta come MVP del Super Bowl, raggiungendo Bart Starr e Terry Bradshaw come unici altri plurivincitori del premio.
La squadra poté contare su un attacco che vide la presenza di cinque giocatori convocati per il Pro Bowl. Il quarterback Joe Montana passò 3.630 yard, 28 touchdown e soli 10 intercetti. Il running back Roger Craig fu una delle armi più pericolose della squadra, sia su corsa che su ricezione, L'altro running back Wendell Tyler corse l'allora record di franchigia di 1.262 yard, segnando nove touchdown complessivi. I wide receiver Freddie Solomon e Dwight Clark sommarono 1.617 yard ricevute e 16 touchdowns. A loro protezione, tre dei cinque titolari della linea offensiva della squadra furono convocati per il Pro Bowl: Randy Cross, Fred Quillan e Keith Fahnhorst. Complessivamente, l'attacco di San Francisco terminò secondo nella NFL per punti segnati (475).
Sebbene meno celebrata dell'attacco, la difesa dei 49ers guidò la lega per il minor numero di punti subiti (227). Tutti e quattro i defensive back titolari furono convocati per il Pro Bowl: Ronnie Lott, Eric Wright, Carlton Williamson e Dwight Hicks. Un ruolo importante lo ebbero anche il linebacker Keena Turner, convocato anch'egli per il Pro Bowl, e il defensive end Dwaine Board che mise a segno 10 sack.

## Partite

### Stagione regolare
| Turno | Data              | Avversario             | Risultato | Pubblico |
| ----- | ----------------- | ---------------------- | --------- | -------- |
| 1     | 2/9/1984          | at Detroit Lions       | V 30–27   | 56,782   |
| 2     | 10/9/1984 (Lun.)  | Washington Redskins    | V 37–31   | 59,707   |
| 3     | 16/9/1984         | New Orleans Saints     | V 30–20   | 57,611   |
| 4     | 23/9/1984         | at Philadelphia Eagles | V 21–9    | 62,771   |
| 5     | 30/9/1984         | Atlanta Falcons        | V 14–5    | 57,990   |
| 6     | 8/10/1984 (Lun.)  | at New York Giants     | V 31–10   | 76,112   |
| 7     | 14/10/1984        | Pittsburgh Steelers    | S 17–20   | 59,110   |
| 8     | 21/10/1984        | at Houston Oilers      | V 34–21   | 39,900   |
| 9     | 28/10/1984        | at Los Angeles Rams    | V 33–0    | 65,481   |
| 10    | 4/11/1984         | Cincinnati Bengals     | V 23–17   | 58,324   |
| 11    | 11/11/1984        | at Cleveland Browns    | V 41–7    | 60,092   |
| 12    | 18/11/1984        | Tampa Bay Buccaneers   | V 24–17   | 57,704   |
| 13    | 25/11/1984        | at New Orleans Saints  | V 35–3    | 65,177   |
| 14    | 2/12/1984         | at Atlanta Falcons     | V 35–17   | 29,644   |
| 15    | 8/12/1984 (Sab.)  | Minnesota Vikings      | V 51–7    | 56,670   |
| 16    | 14/12/1984 (Ven.) | Los Angeles Rams       | V 19–16   | 59,743   |

### Playoff
| Turno            | Data      | Avversario          | Risultato |
| ---------------- | --------- | ------------------- | --------- |
| Divisional       | 1/1/1989  | vs. New York Giants | V 21-10   |
| NFC Championship | 8/1/1990  | at Chicago Bears    | V 23-0    |
| Super Bowl XXIX  | 22/1/1990 | vs. Miami Dolphins  | V 38-16   |

## Premi
- Joe Montana:

MVP del Super Bowl